# Airjet Exploração Aérea de Carga
Airjet Exploração Aérea de Carga is een Angolese luchtvrachtmaatschappij met haar thuisbasis in Luanda.

## Geschiedenis
Airjet Exploração Aérea de Carga werd opgericht in 2003.

## Vloot
De vloot van Airjet Exploração Aérea de Carga bestaat uit (juli 2016):
- 1 Embraer EMB 120 Brasilia